# Puente Arenas
El puente Arenas se localiza entre los municipios de Cayey y Cidra, es un puente construido en 1894. También conocido como puente Río La Plata, era el puente más largo construido en Puerto Rico durante el período colonial español. Cruza el río de la Plata, el río más largo de Puerto Rico. Según el Servicio de Parques Nacionales de EE. UU., "este es el puente de metal más importante de Puerto Rico en ese período". El puente sigue en pie. 
El puente fue construido como "parte de la Carretera Central, la primera carretera a través de las montañas centrales de Puerto Rico".